# Si tú te atreves
"Si Tú Te Atreves" é uma canção escrita e produzida por Manuel Alejandro, e interpretada pelo cantor mexicano Luis Miguel. Foi lançada como o primeiro single do álbum Cómplices. A canção é uma balada romântica que fala sobre uma intensa, porém, impossível paixão.

## Informações
A canção foi tocada pela primeira vez nos Estados Unidos no programa de rádio Reporte Última Palabra em 30 de Março de 2008 e no dia seguinte em El Show de Paolín, um dos maiores programas de rádio para o público latino.
O vídeo clipe foi lançado no dia 27 de Abril de 2008 pelo canal a cabo Sony Entertainment Television às 22h00 (EST). Foi dirigido por Rebecca Blake e filmado em Los Angeles, na Califórnia em Março de 2008.  Até agora, o clipe foi visto 4.000.000 de vezes no YouTube, sendo considerado um dos vídeos mais assistidos de um artista latino na rede.

## Formato e duração
- CD single, gravação promocional, download digital

1. "Si Tú Te Atreves" – 3:57

## Charts
| Chart (2008)                   | Posição |
| ------------------------------ | ------- |
| Hot Latin Songs                | 11      |
| Latin Pop Songs                | 4       |
| Latin Regional Mexican Airplay | 25      |